# モバイルファクトリー
株式会社モバイルファクトリー（英: Mobile Factory, Inc.）、東京都品川区に本社を置く日本の企業。

## 概要
モバイルゲーム事業（位置ゲーム）やコンテンツ事業を行う日本の企業。JPX日経中小型株指数の構成銘柄の一つ。
社名の「モバイルファクトリー」は、モバイルに特化し、モバイル上のサービスを生み出す工場のようにありたいという想いから名付けられた。

## 沿革
- 2001年10月1日 - 有限会社モバイルファクトリーとして設立
- 2003年4月 - 株式会社モバイルファクトリーへ改組
- 2007年6月 - 「Wassr」日本語版をリリース
- 2009年
  - 7月 - 株式会社オプトとの資本・業務提携を強化
  - 11月 - 顔ちぇき!〜誰に似てる?〜に関する事業を譲受
- 2011年
  - 3月22日 - 位置情報連動型ゲーム「駅奪取」リリース
  - 10月31日 - 男性向け恋愛シミュレーションゲーム「おかえりなさいご主人様!!」リリース
- 2012年
  - 4月27日 - RPG「ドラゴンエンブレム」リリース
  - 8月1日 - 同年10月1日12:00をもって「Wassr」のサービスを終了することを告知
- 2015年3月26日 - 東京証券取引所マザーズ市場上場
- 2017年6月2日 - 東京証券取引所第一部に市場変更
- 2022年
  - 1月 - 東京証券取引所プライム市場への市場区分変更
  - 9月 - 本社を東京都品川区西五反田7丁目22番17号 TOCビル4階から同区東五反田5丁目22番33号 TK池田山ビル2階へ移転[3]
- 2023年
  - 6月12日 - Suishow株式会社を子会社化
  - 10月20日 - 東京証券取引所スタンダード市場に市場変更
- 2024年
  - 3月18日 - 子会社Suishowの代表取締役である片岡夏輝を相手とした損害補償等請求事件を東京地方裁判所に提起。請求金額は6億円。提起理由として、子会社化の際の株式譲渡契約に関する違反とそれによる支払い済みである譲渡対価（約3.9億円）の返金協議を重ねるも片岡の姿勢から任意交渉による解決は困難と判断したとしている[4]。

## 主要サービス

### メディア事業
- コミュニケーション・サービス「Wassr」 - 2012年10月1日終了
- 顔ちぇき!〜誰に似てる?〜 - ジェイマジック株式会社から2009年11月に譲り受けたサービス[5]。沖電気工業株式会社の顔画像処理ミドルウェア「Face Sensing Engine（FSE）」をベースとした独自アルゴリズムをベースとしている[6]。このFSEはニンテンドーDS「大人のDS顔トレーニング」にも採用されている[7]。2013年1月31日終了

### ソリューション事業
- melop♪
- メロプレDX

### ソーシャルアプリ事業
ご主人様!!シリーズ - すべて2017年12月15日にサービス終了
- おかえりなさいご主人様!! - GREE Platform・Mobage Platform
  - メイド喫茶黒猫を舞台に9人のメイドとの恋愛を楽しむゲーム。2011年10月31日より提供[8][9]。テーマソングはアイドルグループStarmarie（後にSTARMARIEと改名）が担当、お友達ロボットカノン、2ndアルバム、ファンタジーワールド2に収録。
- おかわりいかが?ご主人様!!
- おかえりなさいご主人様!!R（りたーんず）
  - おかえりなさいご主人様!!の続編
- おまちしておりました!ご主人様!!

その他の恋愛ゲーム - すべて2017年12月15日にサービス終了
- ただいまっ!うちカノジョ
- 俺の彼女が2人とも可愛すぎる!
  - 俺の恋人は2人とも可愛すぎる!!
- 恋Q部!
  - 恋Q部!～Last Song～
    - 恋Q部!の続編
- 女子高生のヒミツっ!
- おつかえ乙女!
- 恋愛路線図

その他
- ドラゴンエンブレム - GREE Platform
  - 　リンドブルム王国が舞台のファンタジーカードバトルRPG。2012年4月27日より提供[10][11]。
- リカちゃんマイルーム - GREE Platform
  - リカちゃんの可愛い部屋作りを目指すシミュレーションゲーム。2012年5月29日より提供[12][13]。
- 駅奪取 - GREE Platform
  - 位置情報連動型ゲーム。2011年3月22日より提供[14]。
- 駅奪取PLUS - 株式会社コロプラ
  - 位置情報連動型ゲーム。2011年12月2日より提供[15][16]。
- ステーションメモリーズ! - 株式会社コロプラ、株式会社フジゲームス
  - 位置情報連動型ゲーム。2014年6月26日よりコロプラプラットフォームで提供、2014年11月28日よりフジテレビゲームス(フジテレビジョン、のちにフジゲームスへ移管)からアプリケーションとして配信。基本的なルールは駅奪取PLUSと同じだが、萌え要素を追加している。

### モバイルコンテンツ事業
- 漫画の鉄人
- 魚ちゃん☆激辛占い
- ametto
  - 降雨の予報を知らせてくれるスマートフォンアプリ。
- 楽曲制作、提供

## グループ企業
- 株式会社ジーワンダッシュ
- 株式会社ビットファクトリー
- Suishow株式会社